# La Ville ès Nouaux

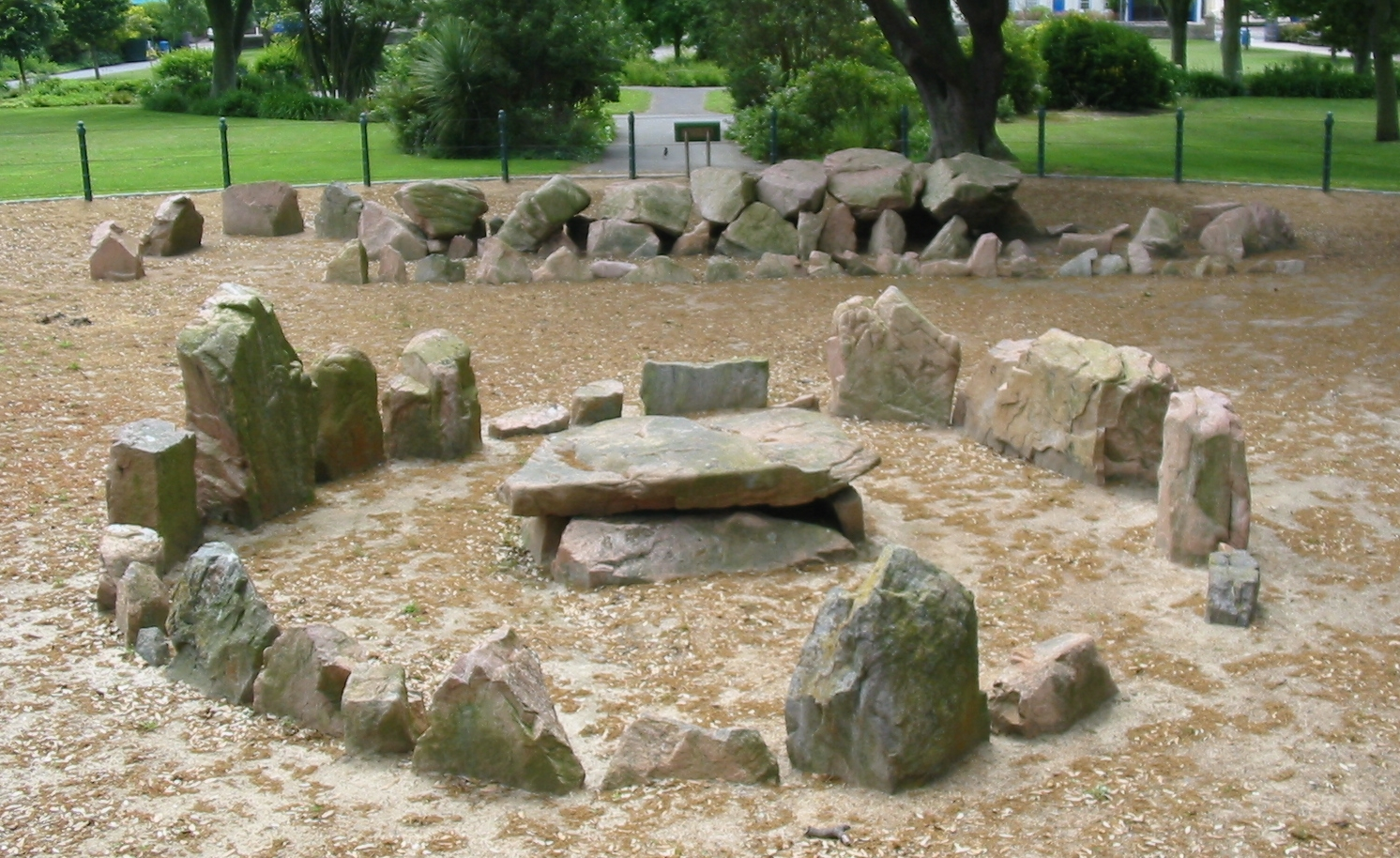
Der Dolmen von La Ville ès Nouaux im Hintergrund und die Steinkiste vorne

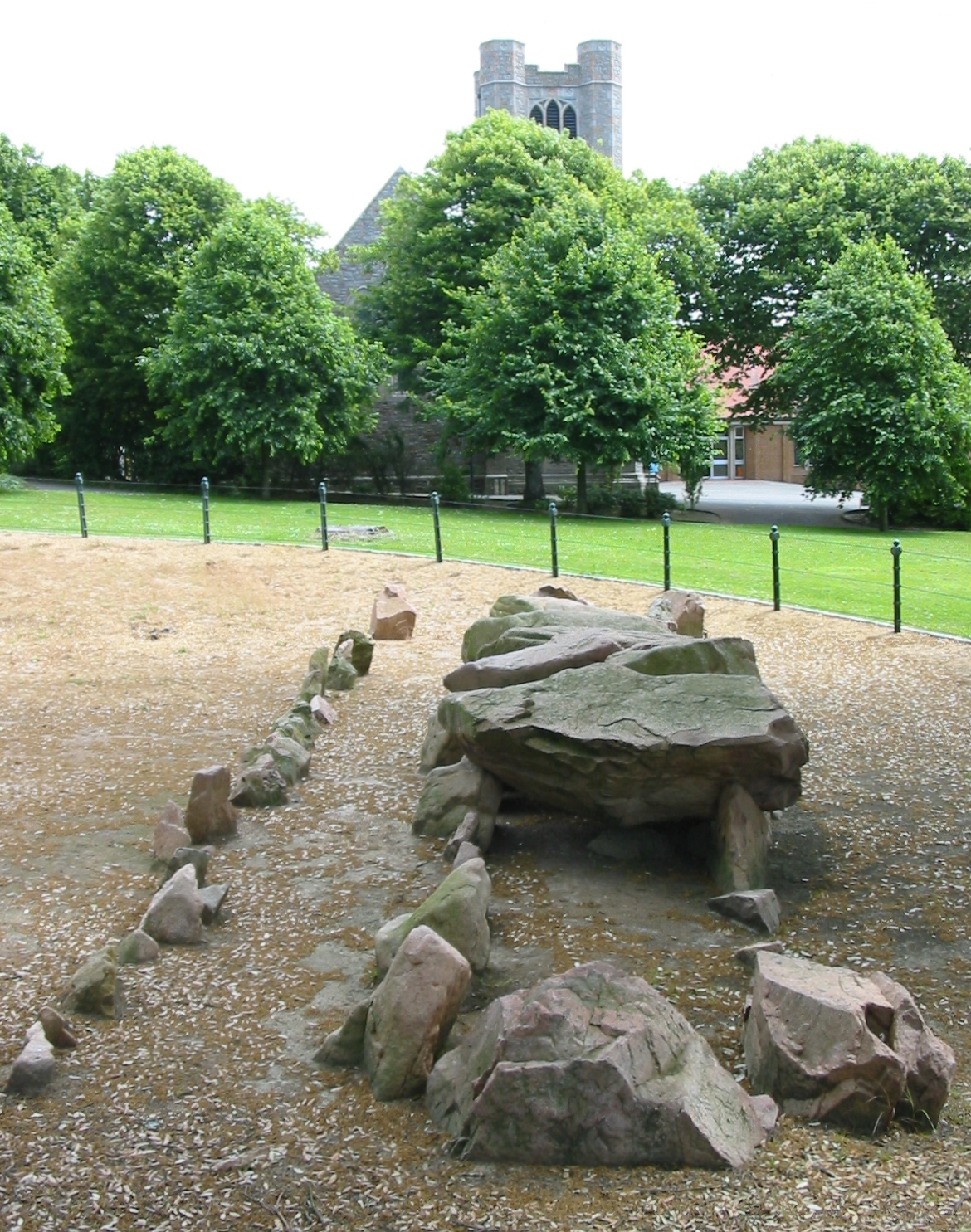
Galeriegrab von La Ville ès Nouaux

Die Megalithanlagen von La Ville ès Nouaux liegen nahe der „Saint André Church“ in „Le Pied du Côtil“ bei Saint Helier (Jèrriais: St Hélyi), auf der Kanalinsel Jersey (Jèrriais: Jèrri).
Hier fanden sich 1869 unter Sanddünen und daher relativ gut erhalten ein Galeriegrab (lt. britischer Nomenklatur ein Passage Tomb) und eine Steinkiste in dem „La Première Tour“ genannten Steinkreis. Der Ort wurde in der Bronzezeit als Gräberfeld verwendet, wo mindestens 14 Urnen mit Leichenbrand deponiert wurden.

## Beschreibung
Das 1883 ausgegrabene Galeriegrab hat parallel zur Nordwand eine geschlossene Steinreihe, die den Rest der Einfassung des früheren Langhügels darstellt, der auch an der Ostseite in Resten erhalten ist. Von der Kammer sind nahezu alle Tragsteine und sieben der einst neun Decksteine erhalten. Bei der Ausgrabung wurden zwei gepflasterte Bestattungshorizonte identifiziert. Der obere erbrachte neun Glockenbecher und sechs Schüsseln aus Jerseykeramik, die von flachen Steinen umgeben waren, die eine schützende Miniaturkiste bildeten. Die untere Ebene war mit Kieselsteinen gepflastert und hatte nur wenige verwandte Funde.
Die plattenförmige Kiste aus vier Seitensteinen hat die Innenmaße von 1,2 × 1 m und ist von einem rechteckigen, kaum überkragenden Deckstein bedeckt. Der Steinkreis, bestehend aus 21 aufrechten Steinen unterschiedlicher Höhe und Breite, bildet ein leichtes Oval mit einem Durchmesser von etwa 6,0 m. Die ausgegangene Schüttung im Kreis bestand aus einem Steinhaufen über einem glockenförmigen Kern aus Ton. In der Nähe wurden zwei weitere Steinkisten gefunden.